# 포즈난 시립경기장
포즈난 시립경기장(폴란드어: Stadion Miejski w Poznaniu)은 폴란드 포즈난에 위치한 축구 경기장으로 레흐 포즈난의 홈 구장으로 사용되고 있다. 1980년에 준공되었으며 41,609명을 수용할 수 있다. 2003년부터 2010년까지 보수 공사가 진행되었으며 UEFA 유로 2012 경기장으로 선정되었다.

## 사진

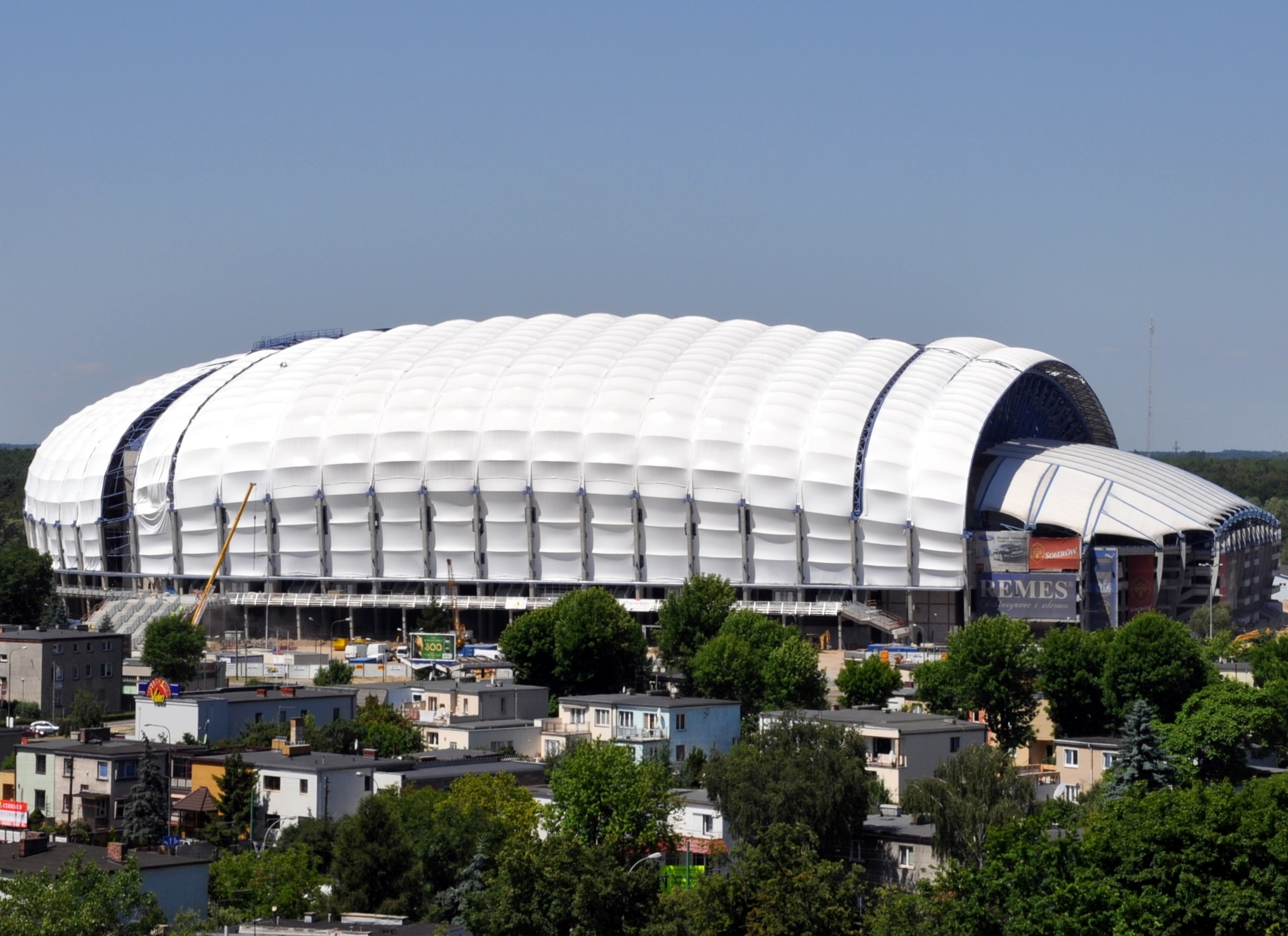
경기장 외관
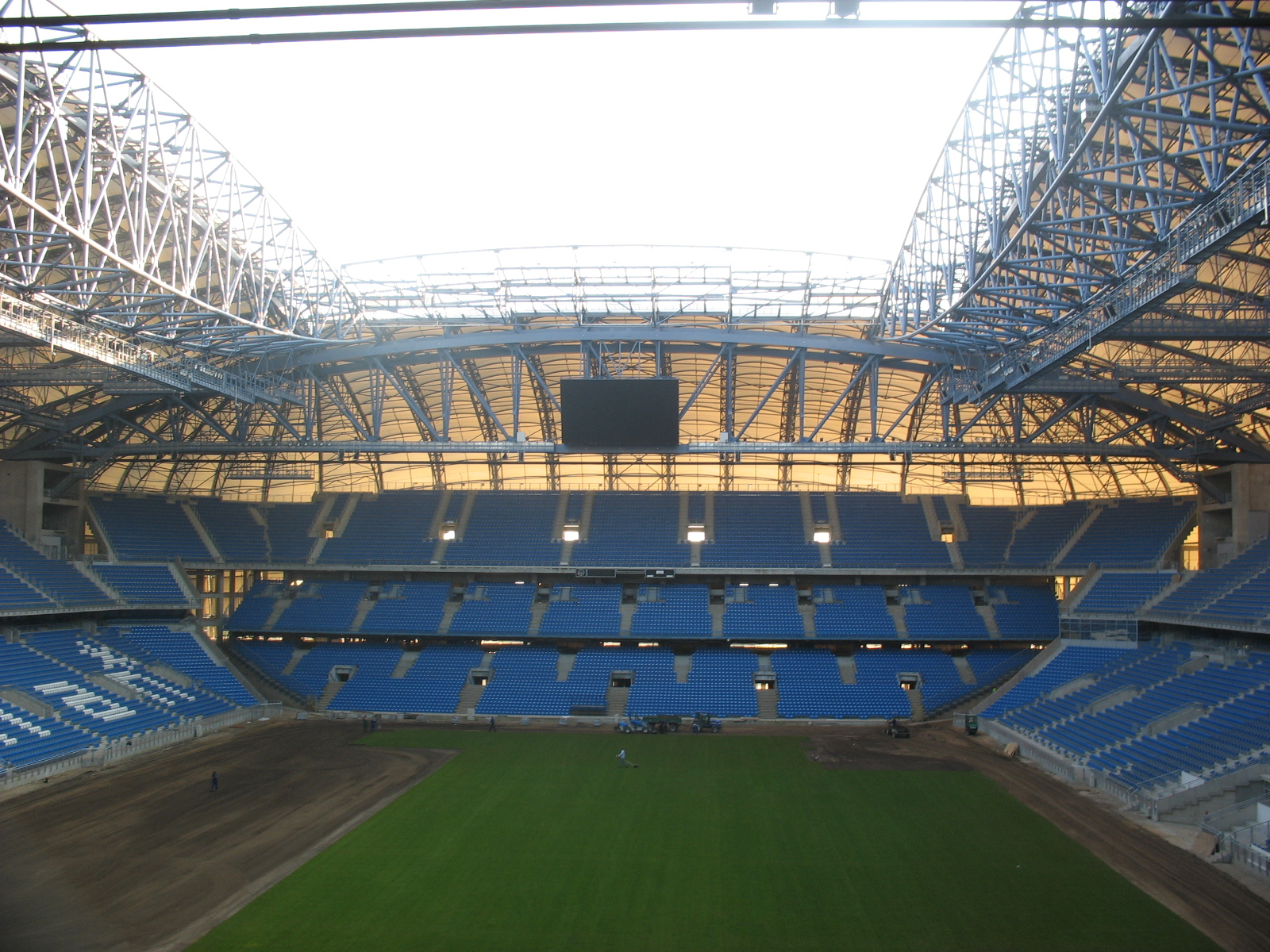
경기장 내부 모습
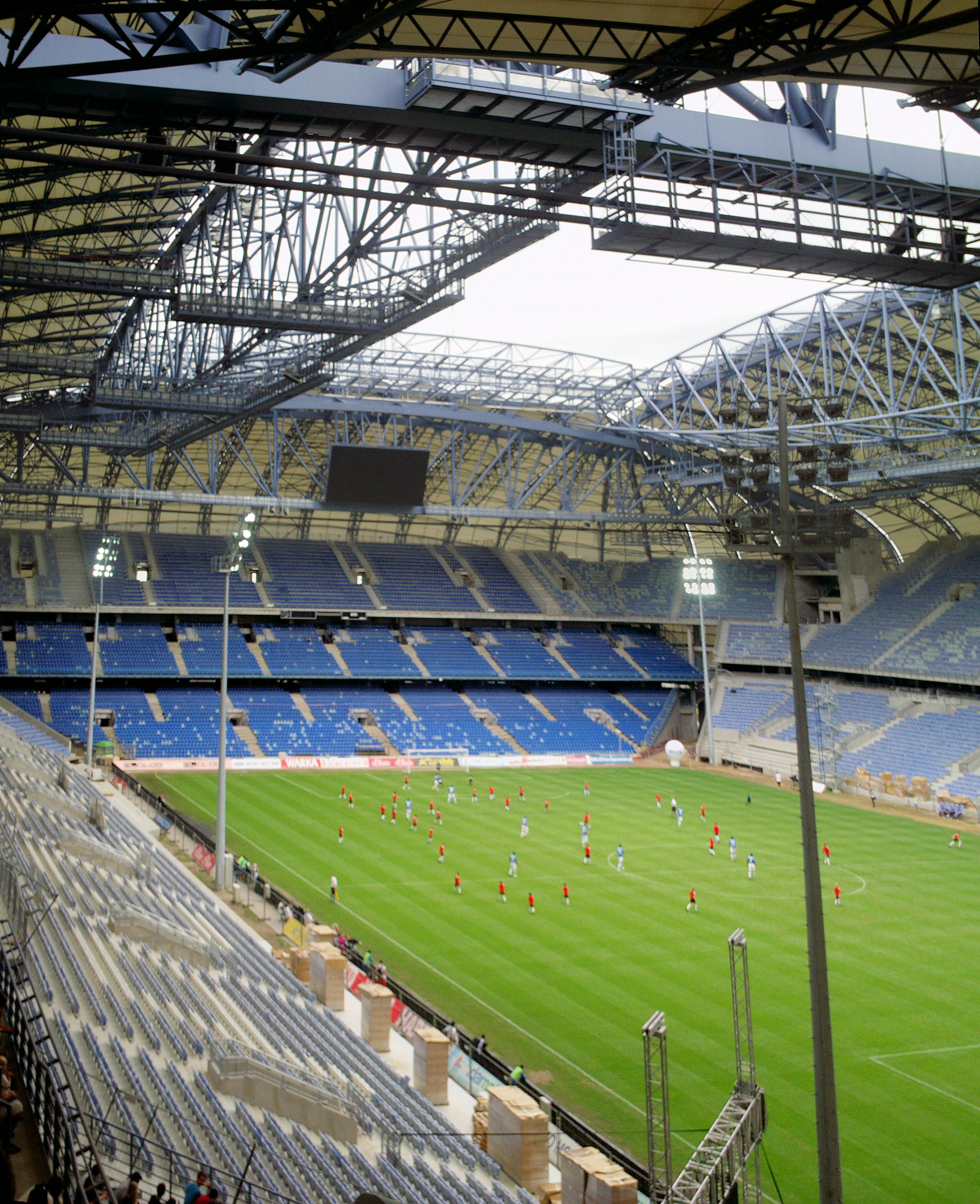
경기장 내부 모습
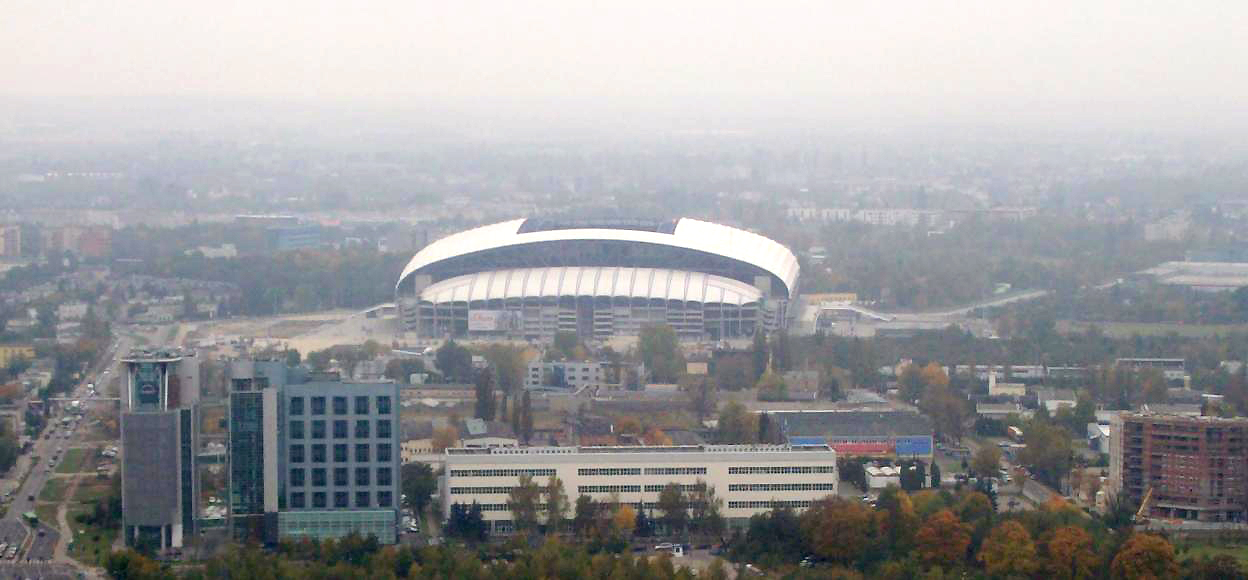
하늘에서 내려다 본 경기장 외관
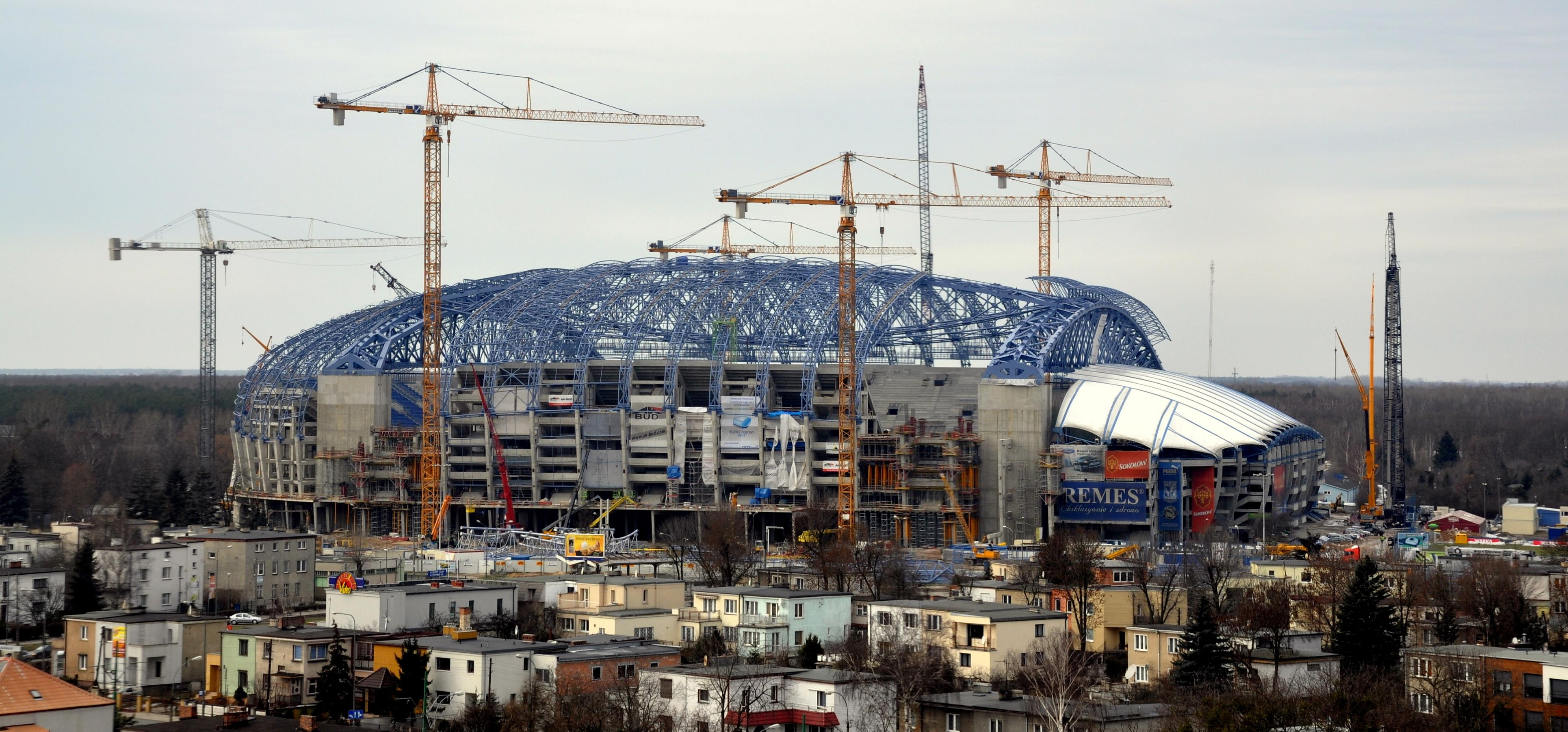
경기장 공사 현장
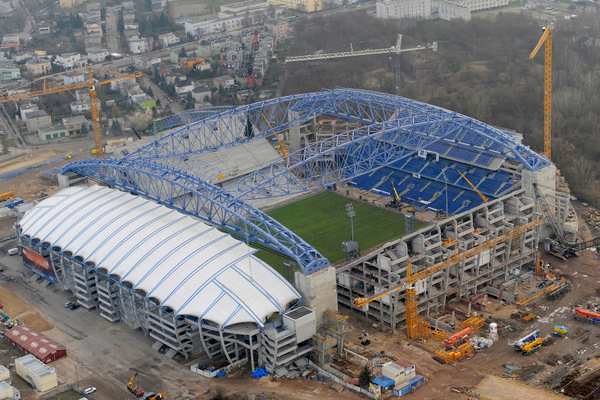
하늘에서 내려다 본 경기장 공사 현장
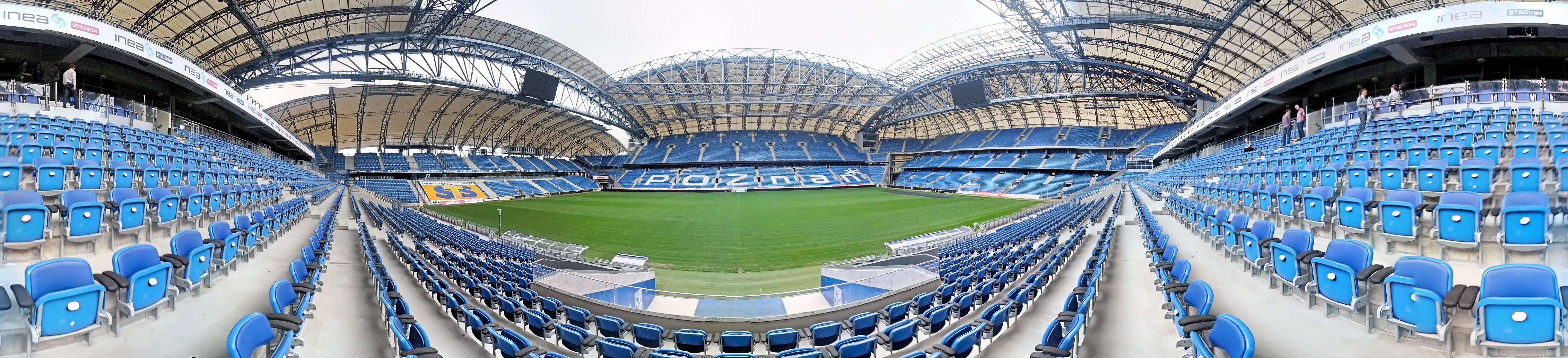
경기장 내부 모습